# ジャン・パオロ・モンターリ
ジャン・パオロ・モンターリ（Gian Paolo Montali, 1960年1月18日 - ）は、イタリアのバレーボール指導者。トラヴェルセートロ出身。

## 来歴
パルマのユースチームで指導を始め、1986年に26歳でセリエA・パルマの監督に就任。1989年世界クラブ選手権で初優勝、翌1990年にリーグ優勝へと導く。1991年に監督就任したトレヴィーゾではリーグ優勝2回（1994年、1996年）、コッパ・イタリア優勝（1993年）、CEVカップ優勝2回（1991年、1993年）、1995年欧州チャンピオンズリーグ初優勝をもたらし、1990年代後半から黄金期を築くトレヴィーゾの礎を作った。1996年からギリシャA1リーグ・オリンピアコスの監督を務め、ギリシャ代表監督の指揮も執った。イタリアに戻り監督就任したローマでは、2000年にクラブの初優勝へ導くとともに自身にとって4度目となるセリエAのリーグ優勝を飾った。
2003年から2007年にかけてイタリア代表監督として采配を振り、2003年ワールドカップ銀メダル、2004年アテネオリンピック銀メダル獲得をはじめ、欧州選手権2連覇（2003年、2005年）、ワールドリーグ（2003年3位、2004年準優勝）、ワールドグランドチャンピオンズカップ（2005年3位）など、ナショナルチームにも数々のメダルをもたらす。しかし、2006年世界選手権で2大会連続メダルを逃し、2007年欧州選手権6位と成績低迷したのを受け、同大会でスペインを初優勝へ導いたアンドレア・アナスタージに代表監督の座を譲った。
バレーボール指導者の経歴の他、サッカーのユヴェントスFCで役職を務め、2009年からはASローマの役職を務めた。

## 指導歴
- パッラヴォーロ・パルマ（1986-1990年）
- スキーオ・スポルト（1990-1991年）
- シスレー・トレヴィーゾ（1991-1996年）
- オリンピアコス（1996-1998年）
- バレーボールギリシャ男子代表（1999年）[1]
- ローマ・バレー（1998-2000年）
- アシステル・ミラノ（2000-2003年）
- バレーボールイタリア男子代表（2003-2007年）